# Eden Is a Magic World
Singles de Pop Concerto Orchestra
Come On Come On
(1976) Only a Souvenir
(1982)
Eden Is a Magic World est une chanson du groupe français Pop Concerto Orchestra. D'abord parue en 1976 sur la face B du 45 tours Come On Come On, elle est sortie en single en 1982 et se classe à la première place des ventes la même année.

## Contexte et réception
La chanson est écrite par Olivier Toussaint et Paul de Senneville pour leur groupe Pop Concerto Orchestra. Elle paraît en France sur la face B du single Come On Come On, sorti en 1976. L'année suivante, Eden Is a Magic World sort en Allemagne, reléguant Come On Come On en face B.
En décembre 1981, la chanson figure dans un spot publicitaire réalisé par Marc Robin pour la gamme de téléviseurs Biphonic de la marque Telefunken. En raison de la popularité de la publicité,,,, la chanson sort en single l'année suivante. Elle rencontre le succès et atteint la première place des ventes à l'été 1982, devenant le tube de l'été. Le 45 tours s'est écoulé à plus d'un million d'exemplaires en France,,,.

## Liste des titres
| A. | Eden Is a Magic World | 2:50 |
| B. | She Wears a Rainbow   | 2:24 |

| A. | Eden Is a Magic World | 2:50 |
| B. | Little Girl           | 1:53 |

## Crédits
- Pop Concerto Orchestra
  - Olivier Toussaint – chant, paroles, musique, réalisation
  - Paul de Senneville – musique, réalisation
- Yves Delaunay – ingénieur du son
- Marc Robin – photographie

Crédits adaptés des notes d'accompagnement,.

## Classements et certifications
| Classement (1982) | Meilleure position |
| ----------------- | ------------------ |
| France (SNEP)     | 1                  |

| Classement (1982) | Position |
| ----------------- | -------- |
| France (SNEP)     | 4        |

### Certification
| Pays                                                             | Certification | Ventes certifiées |
| ---------------------------------------------------------------- | ------------- | ----------------- |
| France (SNEP)                                                    | Or            | 500 000*          |
| *Ventes selon la certification xNon précisé par la certification |               |                   |

## Historique de sortie
| Pays                 | Date | Format   | Label      |
| -------------------- | ---- | -------- | ---------- |
| Allemagne de l'Ouest | 1977 | 45 tours | Telefunken |
| France               | 1982 | 45 tours | Delphine   |
| Espagne              | 1982 | 45 tours | Delphine   |
| Allemagne de l'Ouest | 1982 | 45 tours | Telefunken |
| Pays-Bas             | 1982 | 45 tours | CBS        |